# Liste der Mitglieder des Landtages (Freistaat Lippe) (3. Wahlperiode)
Liste der Mitglieder der 3. Wahlperiode des lippischen Landtages 1925–1929, gewählt in der Landtagswahl in Lippe 1925.

## Mitglieder
| Name                  | Partei           | Listenplatz | Anmerkung |
| --------------------- | ---------------- | ----------- | --- |
| Gustav Biesemeier     | Liste Biesemeier | 1           | Trat am 1. Oktober 1925 in das Landespräsidium ein. Nachrücker wurde Konrad Potthast                                                                          |
| Hermann Bussemeier    | DDP              | 1           | Trat sein Mandat nicht an. Nachrücker wurde Friedrich Kuhlemeier                                                                                              |
| Heinrich Diestelmeier | SPD              | 4           | |
| Heinrich Drake        | SPD              | 1           | Wurde erneut Mitglied des Landespräsidiums. Nachrücker wurde August Tölle                                                                                     |
| Gustav Fassemeier     | WV               | 2           | Rückte am 1. Juli 1926 für Erich Roschke nach |
| Simon Grothof         | SPD              | 8           | |
| Gottlieb Johanning    | DNVP             | 3           | |
| Ludwig Koch           | DNVP             | 6           | |
| Wilhelm Köster        | DVP und Zentrum  | 1           | |
| Marie Kraft           | SPD              | 3           | |
| Simon Kreiling        | DNVP             | 4           | |
| Wilhelm Krieger       | DNVP             | 3           | Mandat niedergelegt zum 14. Februar 1928. Nachrücker wurde Wilhelm Tölle.                                                                                     |
| Ernst Kuhlemann       | SPD              | 10          | Für die ersten beiden Landtagssitzungen anstelle von Schmuck, der wider Erwarten nicht in das Landespräsidium aufgerückt war.                                 |
| Friedrich Kuhlemeier  | DDP              | 2           | Nachrücker für Bussemeier |
| Heinrich Kuhlmann     | DNVP             | 2           | |
| August Linne          | SPD              | 7           | |
| Clara Lüken           | DVP und Zentrum  | 3           | |
| Wilhelm Meier         | SPD              | 5           | Landtagspräsident |
| Wilhelm Mellies       | SPD              | 6           | |
| Eduard Meyer          | DNVP             | 7           | Nachrücker für Treviranus |
| Richard Müller        | DVP und Zentrum  | 1           | |
| Konrad Potthast       | Liste Biesemeier | 2           | Rückte am 1. Oktober 1925 für Biesemeier, der in das Landespräsidium wechselte, in den Landtag nach und schloss sich am 3. September 1926 der SPD-Fraktion an |
| Erich Roschke         | WV               | 2           | Rückte für Max Staercke nach. Er legte das Mandat am 23. Juni 1926 nieder. Nachrücker wurde Gustav Fassemeier                                                 |
| August Schmuck        | SPD              | 2           | War ab 20, Februar 1925 Mitglied des Landtags. An den ersten beiden Landtagssitzungen nahm an seiner Stelle Ernst Kuhlemann teil                              |
| Adolf Scholz          | KPD              | 1           | |
| Max Staercke          | WV               | 1           | Tritt am 1. Oktober 1925 in das Landespräsidium ein. Nachrücker wurde Erich Roschke                                                                           |
| August Tölle          | SPD              | 9           | Nachrücker für Heinrich Drake ab dem 11. Februar 1925 |
| Wilhelm Tölle         | DNVP             | 7           | Am 14. Februar 1928 Nachrücker für Krieger |
| Gottfried Treviranus  | DNVP             | 1           | Legte zum 25. März 1926 sein Mandat nieder. Nachrücker wurde Eduard Meyer                                                                                     |

Alle drei Abgeordnete der Liste DVP und Zentrum waren Mitglieder der DVP.